# César/Bester Ton

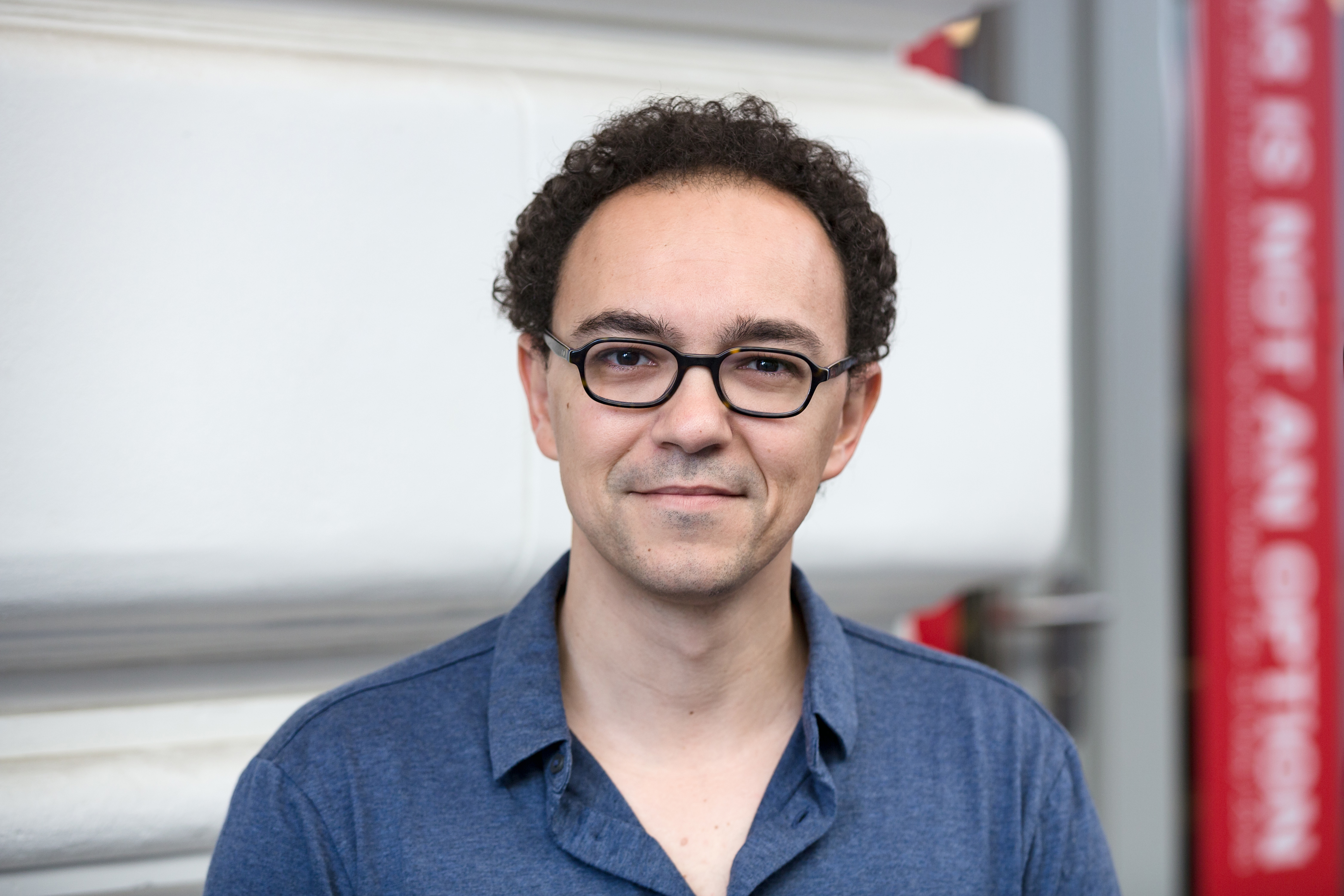
Co-Preisträger 2010: Sélim Azzazi für Das Konzert

Der César in der Kategorie Bester Ton (Meilleur son) wird seit 1976 verliehen. Die Mitglieder der Académie des Arts et Techniques du Cinéma vergeben ihre Auszeichnungen für die besten Filmproduktionen und Filmschaffenden rückwirkend für das vergangene Kinojahr.
| Statistik                          | Name         | Anzahl | Jahr |
| ---------------------------------- | ------------ | ------ | --- |
| Häufigste Auszeichnungen           | Gérard Lamps | 7      | 1984, 1986, 1989, 1992, 2001, 2004, 2006                                                                         |
| Häufigste Nominierungen (* = Sieg) | Gérard Lamps | 19     | 1983, 1984, 1986, 1986, 1988, 1989, 1990, 1991, 1992, 1993, 1994, 1995, 1997, 1998, 2001, 2004, 2006, 2007, 2007 |
| Häufigste Nominierungen ohne Sieg  | Paul Lainé   | 9      | 1977, 1977, 1978, 1982, 1984, 1986, 1993, 1997, 2000                                                             |

Die unten aufgeführten Filme werden mit ihrem deutschen Verleihtitel (sofern vorhanden) angegeben, danach folgt in Klammern in kursiver Schrift der französische Originaltitel. Die Nennung des französischen Originaltitels entfällt, wenn deutscher und französischer Filmtitel identisch sind. Die Gewinner stehen hervorgehoben an erster Stelle.

## 1970er-Jahre
1976
Nara Kollery und Luc Perini – Black Moon
- Bernard Aubouy – Das alte Gewehr (Le vieux fusil)
- Harrik Maury und Harald Maury – Hu-Man
- Michel Vionnet – India Song (India song)

1977
Jean-Pierre Ruh – Mado
- Antoine Bonfanti – Je t’aime (Je t’aime moi non plus)
- Jean Labussière – Monsieur Klein
- Paul Lainé – Barocco
- Paul Lainé – Unser Weg ist der beste (La meilleure façon de marcher)

1978
Jacques Maumont und René Magnol – Providence
- Bernard Aubouy – Die kleinen Pariserinnen (Diabolo menthe)
- Paul Lainé – Süßer Wahn (Dites-lui que je l’aime)
- Pierre Ley und François Bel – La griffe et la dent
- Jean-Pierre Ruh – Madame Rosa (La vie devant soi)

1979
William Robert Sivel – Lautlose Angst (L’etat sauvage)
- Alix Comte – Molière
- Pierre Lenoir – Eine einfache Geschichte (Une histoire simple)
- Harald Maury – Die letzte Ausgabe (Judith Therpauve)

## 1980er-Jahre
1980
Pierre Gamet – Die Liebe einer Frau (Clair de femme)
- Alain Lachassagne – Martin und Lea (Martin et Léa)
- Pierre Lenoir – Rückkehr zur Geliebten (Retour à la bien-aimée)
- Jean-Pierre Ruh – Perceval le Gallois

1981
Michel Laurent – Die letzte Metro (Le dernier métro)
- Michel Desrois – Death Watch – Der gekaufte Tod (La mort en direct)
- Pierre Lenoir – Der ungeratene Sohn (Un mauvais fils)
- Jean-Pierre Ruh – Die Bankiersfrau (La banquière)

1982
Jean-Pierre Ruh – Diva
- Pierre Gamet – Malevil
- Paul Lainé – Das Verhör (Garde à vue)
- Harald Maury – Ein jeglicher wird seinen Lohn empfangen… (Les uns et les autres)

1983
William Robert Sivel und Claude Villand – Die Spaziergängerin von Sans-Souci (La passante du Sans-Souci)
- Pierre Gamet und Jacques Maumont – Entscheidung am Kap Horn (Les quarantièmes rugissants)
- Gérard Lamps und André Hervée – Ein Zimmer in der Stadt (Une chambre en ville)
- Jean-Pierre Ruh, Dominique Hennequin und Piotr Zawadzki – Danton

1984
Gérard Lamps und Jean Labussière – Am Rande der Nacht (Tchao pantin)
- Maurice Gilbert, Nadine Muse und Paul Lainé – Das Auge (Mortelle randonnée)
- Pierre Lenoir und Jacques Maumont – Garçon! Kollege kommt gleich! (Garçon!)
- Jean-Louis Ughetto und Luc Yersin – Das Geld (L’argent)

1985
Dominique Hennequin, Guy Level und Harald Maury – Carmen
- Pierre Gamet und Jacques Maumont – Liebe bis in den Tod (L’amour à mort)
- Jean-Paul Loublier, Pierre Gamet und Claude Villand – Fort Saganne
- Guillaume Sciama, Claude Villand und Bernard Leroux – Souvenirs, Souvenirs (Souvenirs, souvenirs)

1986
Luc Perini, Harald Maury, Harrik Maury und Gérard Lamps – Subway
- Pierre Gamet und Dominique Hennequin – Harem
- Dominique Hennequin und Jean-Louis Ughetto – Rendez-Vous
- Gérard Lamps und Paul Lainé – Das freche Mädchen (L’effrontée)

1987
Michel Desrois, William Flageollet, Claude Villand und Bernard Leroux – Um Mitternacht (Autour de minuit)
- Dominique Hennequin und Bernard Bats – Abendanzug (Tenue de soirée)
- Alain Lachassagne und Dominique Dalmasso – Thérèse
- Laurent Quaglio, Dominique Hennequin und Pierre Gamet – Jean Florette (Jean de Florette)

1988
Jean-Claude Laureux, Claude Villand und Bernard Leroux – Auf Wiedersehen, Kinder (Au revoir les enfants)
- Gérard Lamps und Bernard Bats – A Man in Love (Un homme amoureux)
- Jean-Louis Ughetto und Dominique Hennequin – Die Unschuldigen (Les innocents)

1989
François Groult, Gérard Lamps und Pierre Befve – Im Rausch der Tiefe (Le grand bleu)
- Dominique Hennequin, François Groult und Guillaume Sciama – Camille Claudel
- Claude Villand, Laurent Quaglio und Bernard Leroux – Der Bär (L’ours)

## 1990er-Jahre
1990
Dominique Hennequin und Pierre Lenoir – Die Verlobung des Monsieur Hire (Monsieur Hire)
- William Flageollet, Gérard Lamps und Michel Desrois – Das Leben und nichts anderes (La vie et rien d’autre)
- Pierre Gamet und Claude Villand – Bunker Palace Hôtel

1991
Pierre Gamet und Dominique Hennequin – Cyrano von Bergerac (Cyrano de Bergerac)
- Gérard Lamps, Pierre Befve und Michel Barlier – Nikita
- François Musy, Pierre-Alain Besse und Henri Morelle – Nouvelle Vague (Nouvelle vague)

1992
Gérard Lamps, Pierre Gamet, Anne Le Campion und Pierre Verany – Die siebente Saite (Tous les matins du monde)
- Jean-Pierre Duret und François Groult – Van Gogh
- Jérôme Thiault und Vincent Arnardi – Delicatessen

1993
Dominique Hennequin und Guillaume Sciama – Indochine
- Paul Lainé und Gérard Lamps – L’accompagnatrice
- Pierre Lenoir und Jean-Paul Loublier – Ein Herz im Winter (Un cœur en hiver)

1994
Jean-Claude Laureux und William Flageollet – Drei Farben: Blau (Trois couleurs: Bleu)
- Pierre Gamet und Dominique Hennequin – Germinal
- Bernard Bats und Gérard Lamps – Smoking / No Smoking

1995
Dominique Hennequin und Jean-Paul Mugel – Farinelli
- Jean-Claude Laureux und William Flageollet – Drei Farben: Rot (Trois couleurs: Rouge)
- Bruno Tarrière, François Groult, Pierre Excoffier und Gérard Lamps – Léon – Der Profi (Léon)

1996
Pierre Gamet, Dominique Hennequin und Jean Goudier – Der Husar auf dem Dach (Le hussard sur le toit)
- Dominique Dalmasso und Vincent Tulli – Hass (La haine)
- Pierre Lenoir und Jean-Paul Loublier – Nelly & Monsieur Arnaud (Nelly et Mr Arnaud)

1997
Philippe Barbeau, Bernard Leroux und Laurent Quaglio – Mikrokosmos – Das Volk der Gräser (Microcosmos, le peuple de l’herbe)
- Paul Lainé und Jean Goudier – Ridicule – Von der Lächerlichkeit des Scheins (Ridicule)
- Gérard Lamps und Michel Desrois – Hauptmann Conan und die Wölfe des Krieges (Capitaine Conan)

1998
Jean-Pierre Laforce, Pierre Lenoir und Michel Klochendler – Das Leben ist ein Chanson (On connaît la chanson)
- Daniel Brisseau – Das fünfte Element (The Fifth Element)
- Gérard Lamps und Pierre Gamet – Jenseits aller Regeln (Le cousin)

1999
Vincent Tulli und Vincent Arnardi – Taxi
- Dominique Hennequin und Jean-Pierre Duret – Place Vendôme
- Guillaume Sciama, Nadine Muse und Jean-Pierre Laforce – Wer mich liebt, nimmt den Zug (Ceux qui m’aiment prendront le train)

## 2000er-Jahre
2000
Vincent Tulli, François Groult und Bruno Tarrière – Johanna von Orleans (The Messenger: The Story of Joan of Arc)
- Paul Lainé und Dominique Hennequin – Die Frau auf der Brücke (La fille sur le pont)
- Guillaume Sciama und William Flageollet – Ein Sommer auf dem Lande (Les enfants du marais)

2001
Gérard Hardy, François Maurel und Gérard Lamps – Harry meint es gut mit dir (Harry, un ami qui vous veut du bien)
- Henri Morelle – Der König tanzt (Le roi danse)
- Vincent Tulli und Cyril Holtz – Die purpurnen Flüsse (Les rivières pourpres)

2002
Pascal Villard und Cyril Holtz – Lippenbekenntnisse (Sur mes lèvres)
- Cyril Holtz und Jean-Paul Mugel – Pakt der Wölfe (Le pacte des loups)
- Jean Umansky, Gérard Hardy und Vincent Arnardi – Die fabelhafte Welt der Amélie (Le fabuleux destin d’Amélie Poulain)

2003
Jean-Marie Blondel, Gérard Hardy und Dean Humphreys – Der Pianist (The Pianist)
- Dominique Gaborieau, Pierre Gamet und Francis Wargnier – Der Stellvertreter (Amen)
- Pierre Gamet, Benoît Hillebrant und Jean-Pierre Laforce – 8 Frauen (8 femmes)

2004
Jean-Marie Blondel, Gérard Hardy und Gérard Lamps – Nicht auf den Mund (Pas sur la bouche)
- Pierre Gamet, Jean Goudier und Dominique Hennequin – Bon Voyage
- Olivier Goinard, Jean-Pierre Laforce und Jean-Paul Mugel – Die Flüchtigen (Les égarés)

2005
Daniel Sobrino, Nicolas Cantin und Nicolas Naegelen – Die Kinder des Monsieur Mathieu (Les choristes)
- Pierre Mertens, François Maurel, Sylvain Lasseur und Joël Rangon – 36 – Tödliche Rivalen (36 Quai des Orfèvres)
- Jean Umansky, Gérard Hardy und Vincent Arnardi – Mathilde – Eine große Liebe (Un long dimanche de fiançailles)

2006
Laurent Quaglio und Gérard Lamps – Die Reise der Pinguine (La marche de l’empereur)
- Guillaume Sciama, Benoît Hillebrant und Olivier Dô Hùu – Gabrielle – Liebe meines Lebens (Gabrielle)
- Brigitte Taillandier, Pascal Villard, Cyril Holtz und Philippe Amouroux – Der wilde Schlag meines Herzens (De battre mon coeur s’est arrêté)

2007
François Musy und Gabriel Hafner – Chanson d’Amour (Quand j’étais chanteur)
- Jean-Marie Blondel, Thomas Desjonquères und Gérard Lamps – Herzen (Cœurs)
- Jean-Jacques Ferran, Nicolas Moreau und Jean-Pierre Laforce – Lady Chatterley
- Pierre Gamet, Jean Goudier und Gérard Lamps – Kein Sterbenswort (Ne le dis à personne)
- Olivier Hespel, Olivier Walczak, Franck Rubio und Thomas Gauder – Tage des Ruhms (Indigènes)

2008
Laurent Zeilig, Pascal Villard und Jean-Paul Hurier – La vie en rose (La môme)
- Antoine Deflandre, Germain Boulay und Eric Tisserand – Der Feind in den eigenen Reihen – Intimate Enemies (L'Ennemi intime)
- Guillaume Le Braz, Valérie Deloof, Agnès Ravez und Thierry Delor – Chanson der Liebe (Les chansons d’amour)
- Thierry Lebon, Eric Chevallier und Samy Bardet – Persepolis (Persépolis)
- Jean-Paul Mugel, Francis Wargnier und Dominique Gaborieau – Schmetterling und Taucherglocke (La scaphandre et le papillon)

2009
Jean Minondo, Gérard Hardy, Alexandre Widmer, Loïc Prian, François Groult und Hervé Buirette – Public Enemy No. 1 – Mordinstinkt (Mesrine: L’instinct de mort) und Public Enemy No. 1 – Todestrieb (Mesrine: L’ennemi public n°1)
- Jean-Pierre Laforce, Nicolas Cantin und Sylvain Malbrant – Ein Weihnachtsmärchen (Un conte de Noël)
- Olivier Mauvezin, Agnès Ravez, Jean-Pierre Laforce – Die Klasse (Entre les murs)
- Daniel Sobrino, Roman Dymny und Vincent Goujon – Paris, Paris – Monsieur Pigoil auf dem Weg zum Glück (Faubourg 36)
- Philippe Vandendriessche, Emmanuel Croset und Ingrid Ralet – Séraphine

## 2010er-Jahre
2010
Pierre Excoffier, Bruno Tarrière und Sélim Azzazi – Das Konzert (Le concert)
- Pierre Mertens, Laurent Quaglio und Éric Tisserand – Welcome
- François Musy und Gabriel Hafner – Der Retter (À l’origine)
- Brigitte Taillandier, Francis Wargnier und Jean-Paul Hurier – Ein Prophet (Un prophète)
- Jean Umansky, Gérard Hardy und Vincent Arnardi – Micmacs – Uns gehört Paris! (Micmacs à tire-larigot)

2011
Daniel Sobrino, Jean Goudier und Cyril Holtz – Gainsbourg – Der Mann, der die Frauen liebte (Gainsbourg (Vie héroïque))
- Philippe Barbeau, Jérôme Wiciak, und Florent Lavallée – Unsere Ozeane (Océans)
- Jean-Marie Bondel, Thomas Desjonqueres und Dean Humphreys – Der Ghostwriter (The Ghost Writer)
- Jean-Jacques Ferrand, Vincent Guillon und Éric Bonnard – Von Menschen und Göttern (Des hommes et des dieux)
- Olivier Meauvezin, Séverin Favriau und Stéphane Thiebaut – Tournée

2012
Olivier Hespel, Julie Brenta und Jean-Pierre Laforce – Der Aufsteiger (L’exercice de l’état)
- Pascal Armant, Jean Goudier und Jean-Paul Hurier – Ziemlich beste Freunde (Intouchables)
- Jean-Pierre Duret, Nicolas Moreau und Jean-Pierre Laforce – Haus der Sünde (L’apollonide (Souvenirs de la maison close))
- Nicolas Provost, Rym Debbarh-Mounir und Emmanuel Croset – Poliezei (Polisse)
- André Rigaut, Sébastien Savine und Laurent Gabiot – Das Leben gehört uns (La guerre est déclarée)

2013
Antoine Deflandre, Germain Boulay und Eric Tisserand – My Way – Ein Leben für das Chanson (Cloclo)
- Erwan Kerzanet, Josefina Rodriguez und Emmanuel Croset – Holy Motors
- Guillaume Sciama, Nadine Muse und Jean-Pierre Laforce – Liebe (Amour)
- Brigitte Taillandier, Pascal Villard und Jean-Paul Hurier – Der Geschmack von Rost und Knochen (De rouille et d’os)
- Brigitte Taillandier, Francis Wargnier und Olivier Goinard – Leb wohl, meine Königin! (Les adieux à la reine)

2014
Jean-Pierre Duret und Mélissa Petitjean – Michael Kohlhaas
- Lucien Balibar, Nadine Muse und Cyril Holtz – Venus im Pelz (La vénus à la fourrure)
- Marc-Antoine Beldent, Loïc Prian und Olivier Dô Huu – Maman und ich (Les garçons et Guillaume, à table!)
- Jérôme Chenevoy, Fabien Pochet, Roland Voglaire und Jean-Paul Hurier – Blau ist eine warme Farbe (La vie d’Adèle – Chapitre 1 & 2)
- Philippe Grivel und Nathalie Vidal – Der Fremde am See (L’inconnu du lac)

2015
Philippe Welsh, Roman Dymny und Thierry Delor – Timbuktu
- Pierre André und Daniel Sobrino – Mädchenbande (Bande de filles)
- Jean-Luc Audy, Guillaume Bouchateau, Antoine Baudouin und Niels Barletta – Liebe auf den ersten Schlag (Les combattants)
- Nicolas Cantin, Nicolas Moreau und Jean-Pierre Laforce – Saint Laurent
- Jean-Jacques Ferran, Nicolas Moreau und Jean-Pierre Laforce – Bird People

2016
François Musy und Gabriel Hafner – Madame Marguerite oder die Kunst der schiefen Töne (Marguerite)
- Nicolas Cantin, Sylvain Malbrant und Stéphane Thiébaut – Meine goldenen Tage (Trois souvenirs de ma jeunesse)
- Ibrahim Gök, Damien Guillaume und Olivier Goinard – Mustang
- Nicolas Provost, Agnès Ravez und Emmanuel Croset – Mein ein, mein alles (Mon roi)
- Daniel Sobrino, Valérie Deloof und Cyril Holtz – Dämonen und Wunder (Dheepan)

2017
Marc Engels, Fred Demolder, Sylvain Réty und Jean-Paul Hurier – Jacques – Entdecker der Ozeane (L’Odyssée)
- Martin Boissau, Benoît Gargonne und Jean-Paul Hurier – Frantz
- Jean-Pierre Duret, Sylvain Malbrant und Jean-Pierre Laforce – Die Frau im Mond – Erinnerung an die Liebe (Mal de pierres)
- Jean-Paul Mugel, Alexis Place, Cyril Holtz und Damien Lazzerini – Elle
- Brigitte Taillandier, Vincent Guillon und Stéphane Thiébaut – Monsieur Chocolat (Chocolat)

2018
Olivier Mauvezin, Nicolas Moreau und Stéphane Thiébaut – Barbara
- Pascal Armant, Sélim Azzazi und Jean-Paul Hurier – Das Leben ist ein Fest (Le sens de la fête)
- Mathieu Descamps, Séverin Favriau und Stéphane Thiébaut – Raw (Grave)
- Jean Minondo, Gurwal Coïc-Gallas, Cyril Holtz und Damien Lazzerini – Au revoir là-haut
- Julien Sicart, Valérie de Loof und Jean-Pierre Laforce – 120 BPM (120 battements par minute)

2019
Brigitte Taillandier, Valérie de Loof und Cyril Holtz – The Sisters Brothers
- Antoine-Basile Mercier, David Vranken und Aline Gavroy – Der Schmerz (La douleur)
- Cédric Deloche, Gwennolé Le Borgne und Marc Doisne – Ein Becken voller Männer (Le grand bain)
- Yves-Marie Omnès, Antoine Baudouin und Stéphane Thiébaut – Guy
- Julien Sicart, Julien Roig und Vincent Verdoux – Nach dem Urteil (Jusqu’à la garde)

## 2020er-Jahre
2020
Nicolas Cantin, Thomas Desjonquères, Raphaëll Mouterde, Olivier Goinard und Randy Thom – The Wolf’s Call – Entscheidung in der Tiefe (Le chant du loup)
- Lucien Balibar, Aymeric Devoldère, Cyril Holtz, Niels Barletta – Intrige (J’accuse)
- Rémi Daru, Séverin Favriau, Jean-Paul Hurier – Die schönste Zeit unseres Lebens (La belle époque)
- Arnaud Lavaleix, Jérôme Gonthier, Marco Casanova – Die Wütenden – Les Misérables (Les misérables)
- Julien Sicart, Valérie de Loof, Daniel Sobrino – Porträt einer jungen Frau in Flammen (Portrait de la jeune fille en feu)

2021
Yolande Decarsin, Jeanne Delplancq, Fanny Martin und Olivier Goinard – Jugend (Adolescentes)
- Maxime Gavaudan, François Mereu und Jean-Paul Hurier – Leichter gesagt als getan (Les choses qu’on dit, les choses qu’on fait)
- Jean Monondo, Gurwal Coïc-Galles und Cyril Holtz – Was dein Herz dir sagt – Adieu ihr Idioten! (Adieu les cons)
- Brigitte Taillandier, Julien Rog und Jean-Paul Hurier – Sommer 85 (Été 85)
- Guillaume Valeix, Fred Demolder und Jean-Paul Hurier – Mein Liebhaber, der Esel & Ich (Antoinette dans les Cévennes)

2022
Erwan Kerzanet, Katia Boutin, Maxence Dussère, Paul Heymans und Thomas Gauder – Annette
- Mathieu Descamps, Pierre Bariaud und Samuel Aïchoun – Die Magnetischen (Les magnétiques)
- Olivier Mauvezin, Arnaud Rolland, Edouard Morin und Daniel Sobrino – Aline – The Voice of Love (Aline)
- François Musy, Renaud Musy und Didier Lozahic – Verlorene Illusionen (Illusions perdues)
- Nicolas Provost, Nicolas Bouvet-Levrard und Marc Doisne – Black Box – Gefährliche Wahrheit (Boîte noire)

2023
François Maurel, Olivier Mortier und Luc Thomas – In der Nacht des 12. (La nuit du 12)
- Laurent Benaïm, Alexis Meynet und Olivier Guillaume – Verkehrte Welt (L’innocent)
- Cédric Deloche, Alexis Place, Gwennolé Le Borgne und Marc Doisne – November (Novembre)
- Cyril Moisson, Nicolas Moreau und Cyril Holtz – Das Leben ein Tanz (En corps)
- Jordi Ribas, Benjamin Laurent und Bruno Tarrière – Pacifiction (Pacifiction: Tourment sur les îles)

2024
Fabrice Osinski, Raphaël Sohier, Matthieu Fichet und Niels Barletta – Animalia (Le règne animal)
- Julien Sicart, Fanny Martin, Jeanne Deplancq und Olivier Goinard – Anatomie eines Falls (Anatomie d’une chute)
- Rémi Daru, Guadalupe Cassius, Loïc Prian und Marc Doisine – All eure Gesichter (Je verrai toujours vos visages)
- Erwan Kerzanet, Sylvain Malbrant und Olivier Guillaume – Der Fall Goldman (Le procès Goldman)
- David Rit, Gwennolé Le Borgne, Olivier Touche, Cyril Holtz und Niels Barletta – Die drei Musketiere – D’Artagnan (Les Trois Mousquetaires: D’Artagnan) und Die drei Musketiere – Milady (Les Trois Mousquetaires: Milady)

2025
Erwan Kerzanet, Aymeric Devoldère, Cyril Holtz und Niels Barletta – Emilia Pérez
- Pascal Armant, Sandy Notarianni und Niels Barletta – Die leisen und die großen Töne (En fanfare)
- Marc-Olivier Brullé, Pierre Bariaud, Charlotte Butrak und Samuel Aichoun – L’histoire de Souleymane
- Cédric Deloche, Gwennolé Le Borgne, Jon Goc und Marc Doisne – L’amour ouf
- David Rit, Gwennolé Le Borgne, Olivier Touche, Laure-Anne Darras, Marion Papinot, Marc Doisne und Samuel Delorme – Der Graf von Monte Christo (Le Comte de Monte-Cristo)